# Rzekcin
Rzekcin – wieś w Polsce położona w województwie lubuskim, w powiecie strzelecko-drezdeneckim, w gminie Zwierzyn.
W latach 1975–1998 miejscowość administracyjnie należała do województwa gorzowskiego.
Z Rzekcina pochodzi Jacek Braciak, polski aktor teatralny, filmowy i dubbingowy.